# Orde van Christiaan VII
De Orde van Christiaan VII, ook wel de Orde "Tessera Concordiæ" genoemd was een Deense ridderorde die in de 18e eeuw enige tijd bloeide. In het Deens wordt de orde "Christian VIIs Orden" of "Ordenen Tessera Concordiæ" genoemd.
Nadat de overspelige koningin Caroline Mathilde op 17 januari 1772 in ballingschap werd gestuurd was er een behoefte aan een ereteken dat de naar haar genoemde Mathilde-Orde zou vervangen. Christiaan VII stelde daarom op 21 oktober 1774 een nieuwe, uitsluitend voor de leden van de koninklijke familie gedachte huisorde in.
De nieuwe orde werd zowel aan mannen als aan vrouwen toegekend. De heren droegen het versiersel aan een lint op de linkerborst. De dames droegen het kleinood aan een strik op de linkerschouder. Jens Juel schilderde in 1784 de Deense prinses Luise Auguste van Augustenburg met het versiersel aan een blauwe strik met witte strepen, gelijk aan dat van de eerdere Orde de l'Union Parfait.

## Het versiersel
Er zijn geen kleinoden bewaard gebleven. Onze hedendaagse kennis over het uiterlijk van het versiersel is gebaseerd op afbeelding op schilderijen en op de elkaar soms tegensprekende contemporaine beschrijvingen. Er zijn voor zover bekend geen statuten van de Orde van Christiaan VII gepubliceerd.
Grandjean noemt een rond en gekroond medaillon dat met diamanten was bezet. In het midden was het monogram van Christiaan VII afgebeeld op een rode achtergrond. Op de ring stond zijn regeringsmotto "Gloria ex amore patria ". Het medaillon rustte op een kruis dat aan de Orde van de Dannebrog herinnert en onder het medaillon was een geëmailleerde witte olifant, het kleinood van de exclusieve Deense Orde van de Olifant geplaatst.
Op de achterkant van het versiersel staan de woorden "Tessera Concordia" (Latijn: "Teken van Eenheid" )
De naam kan betrekking hebben gehad op de twee Deense ridderorden, de Orde van de Olifant en de Orde van de Dannebrog. Het lint van de Orde van Christiaan VII was een combinatie van de twee linten; hemelsblauw zoals het lint van de Orde van de Olifant met witte en rode rand strepen die verwijzen naar het witte lint met de rode bies van de Orde van de Dannebrog.
De Orde van Christiaan VII raakte na de dood van koningin weduwe Juliana Maria van Denemarken in 1796 in vergetelheid.